# 本郷里実
本郷 里実（ほんごう さとみ、11月1日 - ）は、日本の女性声優。岡山県出身。EARLY WING所属。

## 略歴
昔はあまり人物から褒められたことが無かったが、その後、演劇部の仲間から演技を褒められていた時は凄く衝撃的で一気に表現の魅力に引き込まれていた。その時にアニメを好きになったというタイミングでもあったため、声優に憧れを持ったのがきっかけで声優を目指した。
2021年に放送のテレビアニメ『プラオレ!〜PRIDE OF ORANGE〜』のメインキャストの一人として、清瀬優役に抜擢。2021年9月より同作品の出演者により結成されたユニット「SMILE PRINCESS」のメンバーとなる。メンバーカラーはあお。2024年8月18日のユニット解散まで約3年間活動した。
2024年4月1日より、EARLY WING準所属から正所属となる。

## 人物
趣味・特技としてDIY、散歩、雑貨集め、焼き魚をきれいに食べること、指がやわらかいことをそれぞれ挙げている。
幼少期はさいたま市の浦和地域に居住していたが、鹿島アントラーズのサポーターである父親の影響から、自身も地元のレッズではなくアントラーズのサポーターになった。
兄と弟がいる。

## 出演
太字はメインキャラクター。

### テレビアニメ
2021年
- プラオレ!〜PRIDE OF ORANGE〜（清瀬優）

2022年
- CUE!（男の子）

2023年
- 青のオーケストラ（女子生徒）
- ライアー・ライアー（常夜生徒5）

### Webアニメ
- 学生探偵ふーかちゃん!（2020年[11]）

### ゲーム
2021年
- 22/7 音楽の時間（五十嵐真紀）

2022年
- プラオレ！〜SMILE PRINCESS〜（清瀬優）

2024年
- ドルフィンウェーブ（長土萌依）

### デジタルコミック
- 明日からは清楚さん（2021年、ギャル友達[15]、まりのん[16]、女子生徒たち[17]）
- 奈落の花（2021年、橘アイコ[12]）
- かわいすぎる男子がお家で待っています（2021年、SNSの人々[18]、あいみ、レオの会社の社員たち[19]）
- 抱かないあなたと抱かれたいわたし（2021年、料理教室の女性たち[20]）
- 君の声が好きすぎる（2021年、痴漢されていた女性[21]、SNSのショーマスファン[22]）

### 吹き替え

#### アニメ
- どうぶつたんけん!ドゥダとダダ（2021年、ダダ[23]）
- ブレッドバーバーショップ（2022年、ウィルク）

### インターネット配信番組
- SMILE PRINCESS復活生放送（2023年6月22日 - 2024年2月8日、YouTube）

### 舞台・朗読劇
- キミに贈る朗読会 短編朗読集「ペールライト・アイリス」（2023年5月7日、MsmileBOX渋谷）[24]
- キミに贈る朗読会「記憶の森とルミナストレイン」（2023年10月7日 - 8日、MsmileBOX渋谷）[25]
- キミに贈る朗読会「バレンタインの秘密」（2025年2月9日、MsmileBOX渋谷）[26]

### その他コンテンツ
- さとみんの聖地巡礼（コラム、日光市役所『広報にっこう』2023年11月号[27] - 2024年4月号）

## ディスコグラフィ

### キャラクターソング
| 発売日         | 商品名                                      | 歌                 | 楽曲                             | 備考                                                            |
| -------------- | ------------------------------------------- | ------------------ | -------------------------------- | --------------------------------------------------------------- |
| 2021年11月24日 | ファイオー・ファイト!                       | SMILE PRINCESS     | 「ファイオー・ファイト！」       | テレビアニメ『プラオレ！〜PRIDE OF ORANGE〜』オープニングテーマ |
| 2021年11月24日 | ファイオー・ファイト!                       | SMILE PRINCESS     | 「be Cute」                      | テレビアニメ『プラオレ！〜PRIDE OF ORANGE〜』関連曲             |
| 2021年12月22日 | プラオレ！〜PRIDE OF ORANGE〜 BD第1巻特典CD | SMILE PRINCESS     | 「ハレ、のちドリーミンぐっ！〇」 | テレビアニメ『プラオレ！〜PRIDE OF ORANGE〜』挿入歌             |
| 2022年1月26日  | プラオレ！〜PRIDE OF ORANGE〜 BD第2巻特典CD | SMILE PRINCESS     | 「period」                       | テレビアニメ『プラオレ！〜PRIDE OF ORANGE〜』挿入歌             |
| 2022年2月23日  | プラオレ！〜PRIDE OF ORANGE〜 BD第3巻特典CD | SMILE PRINCESS     | 「Victory Sunrise」              | テレビアニメ『プラオレ！〜PRIDE OF ORANGE〜』挿入歌             |
| 2022年2月23日  | プラオレ！〜PRIDE OF ORANGE〜 BD第3巻特典CD | 清瀬優（本郷里実） | 「ファイオー・ファイト！」       | テレビアニメ『プラオレ！〜PRIDE OF ORANGE〜』関連曲             |
| 2022年8月24日  | SMILE PRINCESS BEST FACE OFF                | Eyeslink           | 「sympathy melody」              | テレビアニメ『プラオレ！〜PRIDE OF ORANGE〜』関連曲             |
| 2023年8月23日  | fakey merry game                            | SMILE PRINCESS     | 「fakey merry game」             | テレビアニメ『ライアー・ライアー』エンディング主題歌            |
| 2023年8月23日  | fakey merry game                            | SMILE PRINCESS     | 「Revolution No.1」              | ゲーム『プラオレ！～SMILE PRINCESS～』関連曲                    |
| 2023年8月23日  | fakey merry game                            | SMILE PRINCESS     | 「fakey merry game <LL>」        | テレビアニメ『ライアー・ライアー』エンディング主題歌            |
| 2024年8月18日  | MOVE ON BABY                                | SMILE PRINCESS     | 「MOVE ON BABY」                 | テレビアニメ『モブから始まる探索英雄譚』第7話エンディング       |
| 2024年8月18日  | MOVE ON BABY                                | SMILE PRINCESS     | 「PRINCESS PRIDE」               |                                                                 |